# Провулок Панаса Мирного (Мелітополь)
Провулок Панаса Мирного — провулок у Мелітополі. Починається безіменним проїздом за пустирем біля проспекту Богдана Хмельницького, проходить вздовж Піщаного струмка, що є умовним кордоном району Піщане, та закінчується проїздом на вулицю Панаса Мирного.
Забудований приватним сектором. Покриття ґрунтове.

## Назва
Провулок названий на честь українського письменника, драматурга та громадського діяча Панаса Мирного (1849—1920).
Паралельно провулку розташована однойменна вулиця.

## Історія
Провулок вперше згадується 23 листопада 2001 року у протоколі засідання міськвиконкому.

## Галерея
|                                                |  |                                |
| вид з провулку на мотодром за Піщаним струмком |  | виїзд на вулицю Панаса Мирного |